# Drilus concolor
Drilus concolor ist ein Käfer aus der Familie der Schnellkäfer, und gehört zur Tribus der Schneckenhauskäfer. Diese bildeten früher eine eigene Familie. Die Gattung Drilus ist in Europa mit vierzehn Arten vertreten, von denen in Mitteleuropa außer Drilus concolor noch Drilus flavescens vorkommt. Wie bei allen Arten der Tribus Schneckenhauskäfer ist nur das Männchen käferähnlich gebaut, das viel größere Weibchen gleicht dagegen einer Raupe.
Der seltene Käfer wird in der Roten Liste von Sachsen-Anhalt in der Kategorie 3 (gefährdet) und in der Roten Liste Schleswig-Holstein in der Kategorie 2 (stark gefährdet) geführt.

## Bemerkungen zum Namen und Synonymen
Das Männchen des Käfers wurde unter dem Namen Drilus concolor 1812 von Ahrens beschrieben. Ahrens bemerkt dabei: Herr Finanzsekretär Zenker, dem ich diesen Käfer zum Bestimmen übersandte, hat ihm den Namen gegeben. Der Artname concolor (lateinisch gleichfarbig) erklärt sich dadurch, dass beim Männchen im Gegensatz zum bereits 1790 von Olivier beschriebenen Drilus flavescens die Flügeldecken von gleicher Farbe sind wie der übrige Käfer. Olivier stellt die Gattung auf und erklärt auch den Gattungsnamen: …. unter dem Namen drile (französisch), von dem griechischen Wort δρίλος (Drilos), das von Hesychius benutzt wurde, um eine Art Insekt oder Wurm zu bezeichnen, das uns völlig unbekannt ist (...sous le nom de drile, du mot grec δρίλος, employé par Hésychius, pour désigner quelque espèce d'insecte ou de ver, qui nous est entièrement inconnue). Die Vermutung, dass sich der Gattungsname auf die larvenartige Form des Weibchens bezieht (Drīlus agr. δρίλος drīlos, Regenwurm. – Weibchen larvenartig) trifft kaum zu, da Olivier lediglich das Männchen beschreibt.

## Merkmale des Männchens
|                                                                              |                                               |
| Abb. 2: ♂ Kopf von oben                                                      |                                               |
|                                                                              |                                               |
| Abb. 1: ♂ verschiedene Ansichten                                             | Abb. 3: ♂ Vordertarsus                        |
|                                                                              |                                               |
| Abb. 4: Fühler links ♂, Mitte ♀, rechts Füh- lerendglied ♀, a Sinnesfortsatz | Abb. 5: ♀ von oben (rechts) und unten (links) |

Der Käfer ist schwach schwarz glänzend, fein dunkel behaart und nur schwach sklerotisiert. Seine Länge liegt zwischen vier und fünf Millimetern. Die Körperform ist länglich und abgeflacht und erinnert etwas an die Gattung Dasytes.
Der Kopf ist kurz und fast so breit wie der Halsschild. Hinter den Augen verschmälert er sich wenig. Er ist leicht nach unten gesenkt und weniger tief in den Halsschild eingesenkt als bei Drilus flavescens. Er ist undeutlich punktiert. Die Stirn ist zwischen den Augen breit eingedrückt.
Die elfgliedrigen Fühler (Abb. 4 links) sind reichlich doppelt so lang wie der Halsschild. Sie sind schwarz und häufig an der Basis etwas rötlich aufgehellt. Das erste Fühlerglied ist kräftig, das folgende ist kurz. Das dritte Fühlerglied ist dreieckig, die folgenden unter sich etwa gleich gebaut und an der vorderen Innenecke derartig erweitert, dass der Fühler stark gesägt erscheint. Die Fühler sind seitlich am Kopf vor den Augen eingelenkt (Abb. 2). Die Oberlippe ist deutlich breiter als lang und nach den Seiten konvex verschmälert, vorn etwas abgestutzt, schwach ausgerandet und spärlich bewimpert. Die rötlich aufgehellten, vorstehenden Oberkiefer sind schmal, leicht nach innen gebogen und sehr spitz endend. Etwas oberhalb der Mitte tragen sie nach innen einen etwas nach vorn gerichteten Zahn (Abb. 2). Die Unterkiefer haben nicht wie gewöhnlich zwei, sondern nur eine Lade, die relativ klein ist. Die viergliedrigen Kiefertaster sind etwas länger und etwas stärker als die dreigliedrigen Lippentaster. Das Basisglied der Kiefertaster ist klein, die folgenden zwei Glieder nur wenig größer und zylindrisch. Das Endglied ist länglich eiförmig, am Ende zugespitzt. Die ersten zwei Glieder der Lippentaster sind walzenförmig und fast gleich gebildet. Das Endglied ist deutlich länger und länglich eiförmig. Die pergamentartige Zunge ist kurz.
Der Halsschild ist etwa eineinhalb Mal so breit wie lang und unregelmäßig viereckig. Er ist nur wenig schmaler als die Flügeldecken, hinten schmaler als in der Mitte, die Seiten sind schwach konvex. Der Seitenrand ist etwas aufgebogen, die Hinterecken rechtwinklig bis stumpf. Der Halsschild ist flach gewölbt und leicht uneben. Die Punktierung ist undeutlich und runzelig.
Das Schildchen ist dreieckig bis eiförmig.
Die Flügeldecken sind etwa fünf Mal so lang wie der Halsschild. Sie verlaufen seitlich nur wenig nach außen gerundet, hinten sind sie einzeln abgerundet. Sie sind undeutlich punktiert. Die Punkte laufen teilweise seitlich zusammen und geben den Flügeldecken eine narbiges Aussehen.
Die Unterseite (Abb. 1 rechts oben) ist ebenfalls schwarz, matt glänzend und punktiert. Die Beine sind ziemlich kurz, die Schienen zusammengedrückt. Die schmalen Tarsen sind fünfgliedrig, die ersten vier Glieder sind etwa gleich, das Klauenglied länger (Abb. 3), die Krallen stark gekrümmt. Die Tarsen sind braunschwarz.

## Merkmale des Weibchens
Noch 1824 wurde ein Drilus-Weibchen nicht als solches erkannt und als neue Insektenart beschrieben, im gleichen Jahr wurde dieser Einschätzung jedoch widersprochen und das Tier als Weibchen von Drilus flavescens eingestuft. 1870 fand Carl v. Heyden eine Drilus-Larve in Gehäusen der Schnecke Cepaea nemoralis, die Larve entwickelte sich zu einem Weibchen. Da Carl v. Heyden gleichzeitig Männchen der Art Drilus concolor, nicht aber von Drilus flavescens fand, nahm er an, dass er ein Weibchen dieser Art vorliegen hatte. Er charakterisierte das Weibchen als kleiner und dunkler als das Weibchen von Drilus flavescens, der Halsschild als weniger quer, die Fühlerglieder als rundlicher und nicht nach der Basis verschmälert. 1909 beschrieb und fotografierte Rosenberg die Weibchen, die er aus Larven gezüchtet hatte (Abb. 5).
Die Weibchen sind etwa drei Mal so groß wie die Männchen und werden bis zu vierzehn Millimeter lang. Sie sind sehr kurz und dicht gelbbraun, fast borstig behaart, flügellos und larven- oder raupenförmig. Sie sind auf halber Länge am breitesten. Sie sind fast einheitlich rotbraun, denn die dunkelbraunen Querstreifen auf den Tergiten sind nicht in der Mitte unterbrochen wie bei Drilus flavescens, wodurch bei letzterem variabel dunkle Flecken entstehen. Der Körper besteht aus zwölf Segmenten. Das letzte Segment ist viel schmaler als die vorhergehenden und trägt zwei rau behaarte griffelähnliche, bewegliche Fortsätze. Die elfgliedrigen Fühler (Abb. 4 Mitte) sind kurz und perlschnurartig. Das zweite Glied ist fast gleich lang wie breit, während es bei Drilus flavevens fast doppelt so lang wie breit ist. Das letzte Fühlerglied trägt einen stiftförmigen Sinnesfortsatz (in Abb. 4 stark vergrößert rechts, mit a gekennzeichnet). Der Oberkiefer ist nur schwach nach innen gebogen, der Innenzahn relativ klein und stumpf. Der Halsschild weist an der Basis zwei kleine Gruben auf. Die Beine sind seitlich abstehend. Die Tarsen sind schlank, das Endglied länger als die übrigen Glieder zusammen.

## Larven, Puppe
|                                               |                                                                                |
| Abb. 6: vorletztes Larvenstadium,♀ Sommerform | Abb. 7: Letztes Larvenstadium, ♀, Ruhestadium links von oben rechts Unterseite |

Die Art zeigt bei der Entwicklung eine Hypermetamorphose. Es gibt nämlich zwei verschiedene Larventypen, eine Sommerform und eine Winterform. Die ersten Larvenstadien gehören zur agilen Sommerform. Diese Larven (Abb. 6) sind sehr bewegliche Tiere mit funktionsfähigen Beinen, Fühlern und Mundwerkzeugen. Der flache Kopf zeigt nach vorn. Er ist stark sklerotisiert, ein Drittel breiter als lang und etwas in den Prothorax eingesenkt. Auf jeder Kopfseite befindet sich eine Punktauge (Ocellus). Die Fühler sind viergliedrig, die Sinnesrezeptoren sitzen am vorletzten Glied. Das Basisglied des Fühlers ist häutig weich und ermöglicht es, dass die drei restlichen Fühlerglieder nach hinten in eine seitlich liegende Vertiefung eingelegt werden können. So wird vermieden, dass die Fühler mit Schleim verschmiert werden, wenn die Larve den Kopf tief in den Körper des Opfers senkt. Die Mundwerkzeuge sind nach vorn gerichtet. Der Kopfschild ist vorn leicht aufgebogen und fein behaart. Die sichelförmigen Mandibeln sind zahnlos und besitzen einen röhrenförmigen Kanal. Die Kiefertaster sind viergliedrig, die Lippentaster zweigliedrig. Die seitlich gerichteten Beine sind fünfgliedrig. Am Hinterleib befinden sich pro Segment auf jeder Seite zwei übereinander stehende und etwas nach hinten gerichtete Fortsätze. Diese sind am ersten Segment noch sehr schwach entwickelt, an den folgenden zwei Abschnitten stärker und vom fünften bis achten Segment sehr kräftig ausgebildet und lang behaart. Am neunten Hinterleibssegment befinden sich nebeneinander zwei nach hinten gerichtete, kräftige und warzige Fortsätze (Urogomphi), die ebenfalls stark behaart sind. Da auch die Brust und der Hinterleib behaart sind, ist die Larve durch einen dichten Pelz geschützt. Auswüchse und Behaarung sind bei frühen Larvenstadien noch relativ kurz, bei späten Stadien dagegen zunehmend lang. Der Pelz schützt das Tier davor, dass die Atemlöcher mit Schneckenschleim verschmiert werden. Außerdem wird das Innere der leergefressenen Schneckenhäuser mit Hilfe der Haare gesäubert. Die Stigmen liegen am ersten bis achten Hinterleibssegment zwischen den dorsalen und seitlichen Auswüchsen und sind klar erkennbar. Das Analsegment ist zu einem Organ umgebaut, mit dem sich die Larve festsaugen kann (Pygopodium).
Das letzte Larvenstadium überwintert in aller Regel und häutet sich im Frühjahr zur Puppe. Diese Winterform (Abb. 7) hat verkümmerte Beine und Mundwerkzeuge, auch die Fühler, seitlichen Körperanhänge und Urogomphi sind nur andeutungsweise ausgebildet. Die Larve ist madenartig und blass. Sie ist blind, fast haarlos und die Stigmen sind mikroskopisch klein. Der Kopf ist nur schwach sklerotisiert. Da die Entwicklung zwei bis drei Jahre dauert, überwintert die Larve bereits davor ein oder zwei Mal. Auch dazu findet eine Häutung statt, die zu einer inaktiven Winterform führt. Dieser Larventyp kann ausnahmsweise auch im Sommer auftreten, etwa nach dem Verzehr eines besonders ergiebigen Beutetiers. Deswegen wird die Winterform auch als Ruhestadium bezeichnet.
Die Larven der Männchen sind kleiner und schlanker als die gleichaltrigen weiblichen Larven.
Die Puppe der Weibchen sieht diesen bereits sehr ähnlich. Bei der viel kleineren Puppe der Männchen zeichnet sich bereits die Form des Männchens ab.

## Biologie
Man findet die adulten Käfer von Mai bis Juni auf feuchten Wiesen oder an Fluss- und Seeufern, während der wärmeliebende Drilus flavescens Trockenhänge bevorzugt. Die Männchen sind träge Flieger und sind auf niedrigem Gebüsch anzutreffen. Die Weibchen leben versteckt zwischen Gras und unter Moos und präsentieren sich nur, wenn sie zur Begattung bereit sind. Sie erklimmen dann niedere Pflanzen. Da die Weibchen flügellos sind, ist die Ausbreitungsmöglichkeit sehr eingeschränkt.
Die Larven ernähren sich ausschließlich von Gehäuseschnecken. Sie klettern auf ein bewohntes Schneckenhaus und untersuchen es auf geeignete Größe. Bei zu großen oder zu kleinen Gehäusen suchen sie nach Alternativen, bis sie ein geeignetes Schneckenhaus gefunden haben. Dann saugen sich darauf mit dem Pygopodium fest und beißen von oben her in das Opfer, mit Vorliebe in die Fühler. Dabei pumpen sie über die spitzen, hohlen Mandibeln eine toxische Verdauungsflüssigkeit in den Körper der Beutetiere. Sie setzen ihre Attacken fort, bis die Schnecke geschwächt ist. Dann kriechen sie neben der Schnecke ins Gehäuse. Oder die festgebissene Larve lässt sich mit ins Gehäuse ziehen, wenn sich die Schnecke zum Schutz zurückzieht. Die Schnecke erliegt schließlich den Bissen und wird im Schutz des Gehäuses von der Larve außerhalb des Verdauungstraktes (extratestinal) verdaut und aufgesaugt. Dazu benötigt sie etwa zwei Wochen. Man findet die Larve dann immer ausgestreckt mit dem Rücken an der Spindel des Schneckenhauses und mit dem Hinterleib in Richtung auf die Mündung. Im Laufe des Sommers werden mehrere Schnecken von der Larve vertilgt, wobei sie sich jedes Mal nach Verzehr der Schnecke nach weiteren drei bis vier Wochen auch im Gehäuse häutet. Im Herbst erfolgt die Häutung zum zweiten Larven-Typ. Auch die Winterlarve liegt anfangs in der gerade beschriebenen Stellung. Im Verlauf dieses inaktiven Stadiums dreht sich die Larve jedoch so, dass ihr Kopf in Richtung auf die Mündung des Schneckenhauses liegt und der Bauch zur Wendel hin zeigt. Dabei wird die abgestreifte Larvenhaut auf die Mündung zugeschoben und verschließt diese schützend.
Die Larven sind im zweiten oder dritten Herbst ausgewachsen. Das letzte Larvenstadium überwintert und verpuppt sich im Frühjahr in der Schnecke. Die Puppe entwickelt sich innerhalb von ungefähr drei Wochen zur Imago. Die Imago streift die Puppenhülle nicht bei der Häutung ab, sondern verbleibt darin, bis ihr Außenskeletts voll ausgehärtet ist. Die adulten Tiere erscheinen Ende Mai. Sich zeigende Weibchen werden meist bereits nach wenigen Minuten von mehreren Männchen belästigt, die sich ihrerseits gegenseitig heftig bekämpfen. Es ist anzunehmen, dass die Männchen durch einen Duftstoff angelockt werden. Für Drilus flavescens ist ein faulig-modriger Duftstoff, der nach erfolgter Begattung verschwindet, dokumentiert. Die Kopula dauert etwa eine halbe Stunde. Rüschkamp beschreibt sehr genau die Eiablage bei Drilus flavescens. Bei dieser Art werden die Eier sehr sorgfältig aneinandergefügt abgelegt, für jedes Ei wird die geeignete Position mit dem Eileiter ertastet und so eine geometrische Figur (halbierte Retorde) generiert. Deubel berichtet von einem Weibchen von Drilus concolor, dass sie die Eiern in zwei Klumpen ablegte. Die Eiablage erfolgt bald nach der Begattung. Es wurden auch Mehrfachbegattungen beobachtet.
Die Entwicklung dauert zwei oder drei Jahre. Die Männchen sterben bald nach der Begattung, die Weibchen bald nach der Eiablage.

## Verbreitung
Die Art ist in weiten Teilen Europas verbreitet und auch aus dem Kaukasus gemeldet. Laut Fauna Europa fehlt sie in Westeuropa und großen Teilen Südeuropas. Es finden sich jedoch neuere Meldungen aus Frankreich (Lothringen). Ebenfalls nicht berücksichtigt sind Angaben aus Litauen.

Innerhalb Deutschlands ist die Art besonders im hügeligen Teil des Südens und der Mitte zu finden. Nach Westen wird sie, besonders im Flachland, selten.